# Verrucoentomon imadatei
Verrucoentomon imadatei är en urinsektsart som beskrevs av Josef Nosek 1977. Verrucoentomon imadatei ingår i släktet Verrucoentomon och familjen lönntrevfotingar. Inga underarter finns listade i Catalogue of Life.